# Lestek
Lestek, a volte citato come Lestko (in lingua polacca moderna Leszek; 870 circa – 930 circa), è il secondo leggendario duca di Polonia, menzionato nelle Cronache polacche di Gallus Anonymus.
Secondo la tradizione, sarebbe figlio di Siemowit e padre di Siemomysł.
Sebbene le tracce storiche della sua esistenza siano piuttosto scarse, è rimarchevole che nell'XI secolo per riferirsi alle tribù polacche si usasse il termine "Lestkowici".